# Велике Камаєво
Велике Кама́єво (рос. Большое Камаево, чув. Уплер) — присілок у складі Маріїнсько-Посадського району Чувашії, Росія. Входить до складу Шоршельського сільського поселення.
Населення — 259 осіб (2010; 294 у 2002).
Національний склад:
- чуваші — 99 %